# Compesières

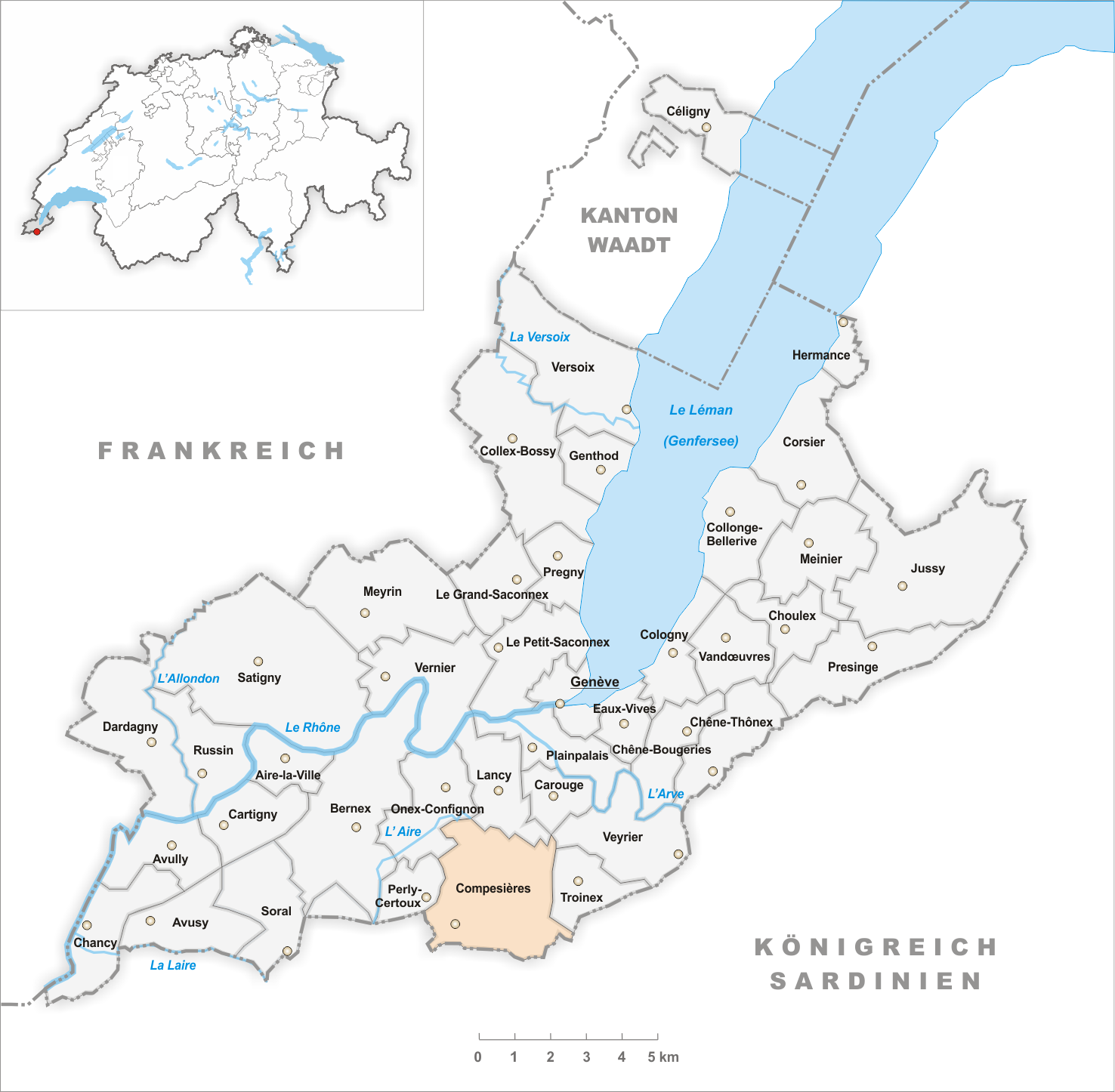
Gemeindestand vor der Trennung am 1. Januar 1851

Compesières war eine Gemeinde im Kanton Genf in der Schweiz. Sie bestand bis 1851, als Compesières in die Gemeinden Bardonnex und Plan-les-Ouates aufgeteilt wurde.
Compesières ist heute eine Siedlung in der Gemeinde Bardonnex.